# 溴化铥
溴化铥是一种无机化合物，化学式为TmBr3。它可由铥和氢溴酸反应得到，从溶液中可以结晶出六水合物，用溴化铵处理，可以得到无水物。它和氧化铥、三氧化钨高温反应，可以得到TmBrWO4。